# Horacio Capel
Horacio Capel Sáez (Málaga, 7 de febrero de 1941) es un geógrafo también escritor español, autor de numerosos libros y director de numerosas tesis doctorales, reconocido especialmente por su labor en el campo de la geografía urbana. También ha escrito libros sobre filosofía, historiografía y otras temáticas.

## Resumen biográfico
Capel nació en Málaga (España). Hasta la década de 1970 realizó investigaciones sobre geografía urbana, incluyendo análisis de los sistemas urbanos y morfología de las ciudades. Posteriormente centró sus estudios en la teoría de la geografía y de la ciencia. Desde finales de la década de 1980 trabajó en cuestiones relacionadas con la innovación técnica y el medio local.
En 1963 se gradúa como Licenciado en filosofía y letras en la Universidad de Murcia. Posteriormente obtiene el doctorado en la sección de geografía en la Universidad de Barcelona (1972).
Es uno de los geógrafos que más se ha ocupado en estudiar, a lo largo de su carrera,  acerca de las nuevas tendencias en Geografía, sin por ello abandonar su enfoque crítico. Dan cuenta de esto publicaciones como: Las Nuevas Geografías (1982), Geografía en Red (2009) de su portal Web Geocrítica-Scripta Nova y Nuevas Geografías y Neogeografía (2011). En 2008 ganó el premio Vautrin Lud, máxima distinción que se otorga en el campo de la Geografía.

## Geografía urbana
Durante su carrera ha estudiado en profundidad el fenómeno de las ciudades, rechazando el pre-concepto que sobre éstas ha desarrollado la cultura, y asignándoles la categoría de «mejor invento humano»:

(...) esa tradición de rechazo a la ciudad es una visión intelectual, pero no va en serio. Los que se van afuera no es que sean antiurbanos; es porque no encuentran viviendas a un precio asequible. Claro, además están en contacto con la naturaleza, y todo eso que se relaciona con las estrategias de marketing  de los promotores para vender esas parcelas. Sin duda esto tiene ventajas, pero también inconvenientes. Yo estoy absolutamente en contra de ello, porque contribuye a aumentar el coste social de la urbanización. Hay toda una ideología muy individualista, muy aislacionista, de irse a la naturaleza sin tomar en cuenta el costo social y económico de esa urbanización, para vivir de modo muy atomizado... y la tradición de la ciudad compacta, donde uno puede bajar a utilizar un equipamiento, hablar más fácilmente, andar de noche, volver en taxi sin prever qué hacer, todo eso tiene una ventaja considerable. Creo que muchos de los que se van quieren vivir en la ciudad, pero no pueden.
Horacio Capel

## Premios y reconocimientos
- Generalidad de Cataluña: Distinción a la Actividad Investigadora (2003).
- Conferencia de geógrafos latinoamericanos: Premio Preston James (2006).
- Prix International de Géographie Vautrin Lud (2008).[2]
- Doctor honoris causa de la Universidad Nacional de Cuyo, Mendoza, Argentina.
- Doctor honoris causa de la Universidad Nacional de San Juan, San Juan, Argentina.